# NGC 5688
NGC 5688 is een balkspiraalstelsel in het sterrenbeeld Wolf. Het hemelobject werd op 1 juni 1834 ontdekt door de Britse astronoom John Herschel.

## Synoniemen
- ESO 272-22
- MCG -7-30-4
- AM 1436-444
- IRAS 14363-4448
- PGC 52381